# Ducati SportClassic
Ducati SportClassic ist eine Motorrad-Modellreihe des italienischen Motorradherstellers Ducati, die im Jahr 2003 auf der Motorradmesse in Tokio vorgestellt und von 2005 bis 2010 produziert wurde.
Die Modelle der Reihe zeichnen sich durch einen klassischen Retro-Look aus. Es gab zwei Grundmodelle und ein nach Paul Smart benanntes Sondermodell. Die SportClassic-Modelle waren zunächst trotz positiver Kritiken wirtschaftlich kein durchschlagender Erfolg.

## Modelle
Die Modelle werden von einem luftgekühlten Zweizylinder-V-Motor (Ducati-Bezeichnung wegen der Einbaulage: L-Motor) mit 992 cm³, zahnriemengetriebener desmodromischer Ventilsteuerung (zwei Ventile), Doppelzündung und 86 bis 91 PS angetrieben (Motorbezeichnung 1000DS). Auf Grund der Speichenräder sind alle Modelle mit Schlauchreifen ausgestattet.

### Sport 1000

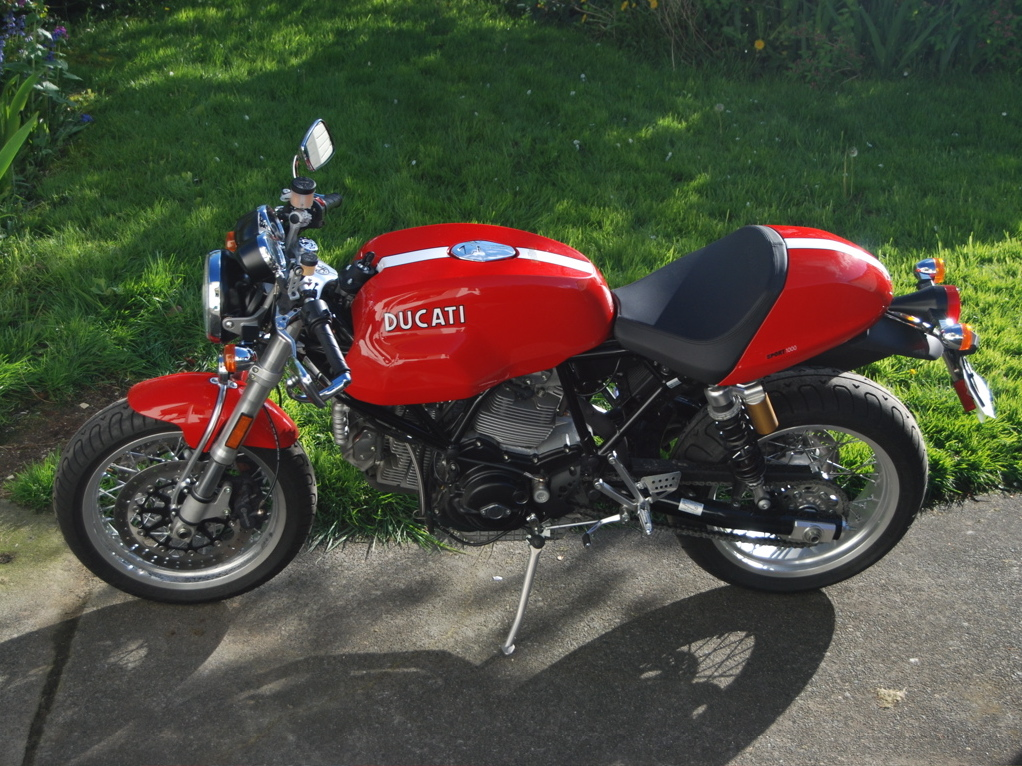
Ducati Sport1000 von 2006

Die Sport 1000 von 2006 ist ein klassisch gebautes, einsitziges Sportmotorrad mit einer nicht einstellbaren 43-mm-Upside-Down-Gabel von Marzocchi, Stummellenker und einem einzelnen Sachs-Stoßdämpfer hinten. Sie hat 17"-Speichenräder mit Aluminiumfelgen und eine Trockenkupplung. Im Jahr 2007 gab es eine zweisitzige Version mit Ölbadkupplung und geänderter Auspuffanlage (genannt Biposto).

### Sport 1000 S
Von 2007 bis 2009 wurde die Sport 1000 S angeboten. Das Modell hat eine Halbschalenverkleidung, die mit Zusatzelementen zu einer Vollverkleidung im Stil der Rennmotorräder der frühen 1970er-Jahre ergänzt werden kann. Auch hier gab es zunächst eine Monoposto-, dann auch eine Biposto-Version.

### Paul Smart 1000 LE

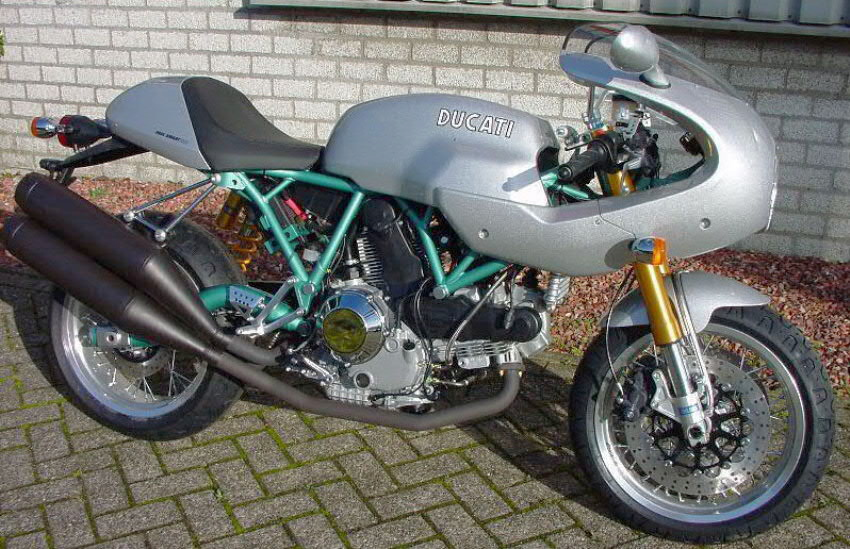
Paul Smart 1000 LE von 2006

Im Jahr 2006 wurde die auf rund 2000 Exemplare limitierte Paul Smart 1000 LE vorgestellt, die dem Motorrad nachempfunden war, mit dem Paul Smart 1972 das 200-Meilen-Rennen von Imola gewann. Dieses Modell hat einen türkis lackierten Rahmen und ein Fahrwerk mit voll einstellbarer Öhlins-Gabel, Öhlins-Federbein hinten sowie einen Lenkungsdämpfer. Tank, Sitzhöcker und Verkleidung sind silberfarben.

### GT 1000

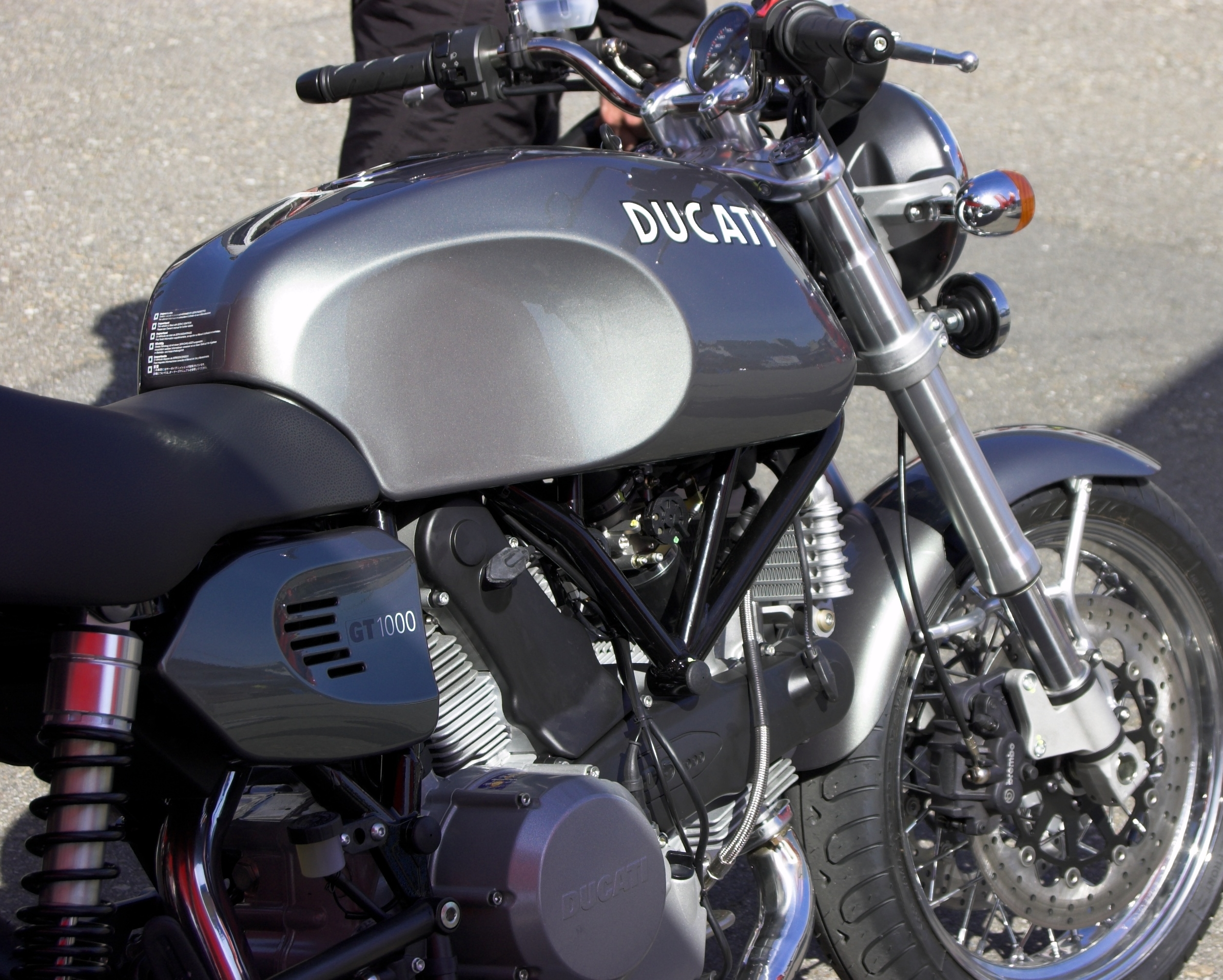
GT 1000 von 2006

Die GT 1000 baut auf den gleichen Komponenten wie die Sport 1000 auf, richtet sich aber an Tourenfahrer. Außer den hinteren Doppelstoßdämpfern hat das Modell einen Tourenlenker, der ein aufrechtes Sitzen erlaubt, und verchromten Stahlfelgen an Stelle der Leichtmetallfelgen der anderen Modelle. Die Kupplung läuft im Ölbad.
Das Sondermodell Touring hat einen höheren Lenker, eine Windschutzscheibe, verchromte Front- und Heckschutzbleche sowie einen kleinen verchromten Gepäckträger. Seitentaschen aus Kunstleder sowie ein nochmals höherer Lenker waren ab Werk lieferbar.

## Technische Daten
(Quelle:)

### Motor
- Typ: luft-/ölgekühlter V2-Viertakt-Motor mit 90°-Zylinderwinkel
- desmodromische Ventilsteuerung, OHC, Nockenwellenantrieb über Zahnriemen, zwei Ventile pro Zylinder
- elektronische Marelli-Benzineinspritzung mit Lambdaregelung, 45 mm Drosselklappendurchmesser, Doppelzündung, geregelter Katalysator
- Bohrung × Hub: 94,0 × 71,5 mm
- Hubraum: 992 cm³
- Verdichtungsverhältnis: 10 : 1
- Nennleistung: 67,7 kW (92 PS) bei 8.000/min
- max. Drehmoment: 91,1 Nm bei 6.050/min
- Kraftübertragung: hydraulisch betätigte Mehrscheiben-Trockenkupplung oder Ölbadkupplung, Sechsgang-Getriebe, O-Ring-Kette
- Primärübersetzung: 1,84 : 1
- Sekundärübersetzung: 2,6 : 1 (15er-Ritzel, 39er-Kettenblatt)

### Fahrwerk
- Gitterrahmen aus CrMo-Stahlrohren, Motor mittragend
- Marzocchi-Upside-down-Teleskopgabel, Standrohr-ø 43 mm, nicht einstellbar oder Öhlins mit verstellbarer Federbasis, Zug- und Druckstufendämpfung (Paul Smart)
- Zweiarmschwinge aus Stahl, Einzelfederbein von Sachs mit verstellbarer Federbasis (Sport 1000) bzw. Öhlins mit verstellbarer Federbasis, Zug- und Druckstufendämpfung (Paul Smart) oder Doppel-Stoßdämpfer von Sachs mit verstellbarer Federbasis (GT 1000)
- Bremse vorn: Doppelscheibe ø 320 mm, Vierkolben-Festsättel, Brembo
- Bremse hinten: Scheibe ø 245 mm, Zweikolben-Festsattel, Brembo
- Räder: vorn 3.50 × 17 Zoll, hinten 5.50 × 17 Zoll, Speichen, Alufelgen von Excel (Sport 1000) bzw. Stahlfelge verchromt (GT 1000)
- Reifen: vorn 120/70 ZR 17, hinten 180/55 ZR 17

### Maße und Gewichte
- Radstand: 1.455 mm
- Lenkkopfwinkel: 66,0 Grad
- Nachlauf: 100 mm
- Federweg: vorne 130/133 mm, hinten 120 mm
- Sitzhöhe: 855 mm
- Leergewicht: 181/185 kg
- Tankinhalt: 15 l